# Seznam epizod TV-serije Vitez za volanom (1982)
Vitez za volanom (angleško Knight Rider), ustvaril jo je Glen A. Larrson, je ameriška televizijska serija, izvirno predvajana med letoma 1982 in 1986, kjer so v štirih sezonah posneli 90 epizod. Predvajal jo ameriška televizija NBC z Davidom Hasselhoffom na čelu v vlogi Michaela Knighta in njegovim super avtomobilom po imenu KITT (Knight Industries Two Thousand). V Sloveniji sta serijo predvajali predvajani Kanal A in TV3.

## Pregled serije
| Sezona | Sezona | Št. epizod | Original predvajanje (NBC) | Original predvajanje (NBC) |
| Sezona | Sezona | Št. epizod | Začetek sezone             | Konec sezone               |
| ------ | ------ | ---------- | -------------------------- | -------------------------- |
|        | 1.     | 22         | 26. september 1982         | 6. maj 1983                |
|        | 2.     | 24         | 2. oktober 1983            | 27. maj 1984               |
|        | 3.     | 22         | 30. september 1984         | 5. maj 1985                |
|        | 4.     | 22         | 20. september 1985         | 4. april 1986              |

## Epizode

### 1. sezona (1982-1983)
| Zap. št. | Epizoda sezone | Naslov                                                                                       | Režija                    | Scenarij                                                        | Premierno predvajano |
| --- | -------------- | -------------------------------------------------------------------------------------------- | ------------------------- | --------------------------------------------------------------- | -------------------- |
| 1. | 1.             | "Vitez iz Phoenixa (1. del)" / Knight of the Phoenix (Part 1)                                | Daniel Haller             | Glen A. Larrson                                                 | 26. september 1982   |
| Potem ko je detektiv Michael Long ustreljen in že proglašen za mrtvega, ga rešita ekscentrični milijarder Wilton Knight in njegov družabnik Devon Miles. Michael Long po popolni preobrazbi dobi novo identiteto kot Michael Knight in super neuničljivi avto Knight Industries Two Thousand (skrajšano KITT). Wilton prosi Michaela v boju proti kriminalu nadaljuje njegovo kampanjo z motom "En človek lahko spremeni svet". |                |                                                                                              |                           |                                                                 |                      |
| 2. | 2.             | "Vitez iz Phoenixa (2. del)" / Knight of the Phoenix (Part 2)                                | Daniel Haller             | Glen A. Larrson                                                 | 26. september 1982   |
| Zgodba se nadaljuje, ko Michael sledi Tanyi Walker, ki ga je ustrelila in ki krade tehnološke ideje in zamisli iz računalniškega podjetja. S pomočjo ženske po imenu Maggie Michael zvabi Tanyo v past, tako da ji pokaže kaj zmore KITT. |                |                                                                                              |                           |                                                                 |                      |
| 3. | 3.             | "Smrtonosni manevri" / Deadly Maneuvers                                                      | Paul Stanley              | William Schmidt & Bob Shayne                                    | 1. oktober 1982      |
| Michael pomaga vojaški poročnici Robin Ladd, ki izve, da je njen oče umrl v sumljivih okoliščinah. Michale začne preiskovati na svojo roko in odkrije da so iz vojske izginile jedrske konice in dokazi... |                |                                                                                              |                           |                                                                 |                      |
| 4. | 4.             | "Lep dan pri White Rocku" / Good Day at White Rock                                           | Daniel Haller             | Deborah Davis                                                   | 8. oktober 1982      |
| |                |                                                                                              |                           |                                                                 |                      |
| 5. | 5.             | "Spektakularna sabotaža Sammyeve akrobatske točke" / Slammin' Sammy's Stunt Show Spectacular | Bruce Bilson              | E. Paul Edwards & John Alan Schwartz                            | 22. oktober 1982     |
| |                |                                                                                              |                           |                                                                 |                      |
| 6. | 6.             | "Samo moj račun" / Just My Bill                                                              | Sydney Hayer              | David Braff                                                     | 29. oktober 1982     |
| |                |                                                                                              |                           |                                                                 |                      |
| 7. | 7.             | "Niti kapljice za spiti" / Not a Drop to Drink                                               | Virgil Vogel              | Hannah Louise Shearer                                           | 5. november 1982     |
| |                |                                                                                              |                           |                                                                 |                      |
| 8. | 8.             | "Nepomembna stvar" / No Big Thing                                                            | Bernard L. Kowalski       | Judy Burns                                                      | 12. november 1982    |
| |                |                                                                                              |                           |                                                                 |                      |
| 9. | 9.             | "Upanje umre zadnje" / Trust Doesn't Rust                                                    | Paul Stanley              | Steven E. De Souza                                              | 19. november 1982    |
| |                |                                                                                              |                           |                                                                 |                      |
| 10. | 10.            | "Delovanje od znotraj" / Inside Out                                                          | Peter Crane               | Steven E. De Souza                                              | 26. november 1982    |
| |                |                                                                                              |                           |                                                                 |                      |
| 11. | 11.            | "Končna sodba" / The Final Verdict                                                           | Bernard L. Kowalski       | zgodba: Tom Greene zaplet: E. Paul Edwards & John Alan Schwartz | 3. december 1982     |
| |                |                                                                                              |                           |                                                                 |                      |
| 12. | 12.            | A Plush Ride                                                                                 | Sydney Hayers             | Gregory S. Dinallo                                              | 10. december 1982    |
| |                |                                                                                              |                           |                                                                 |                      |
| 13. | 13.            | "Ne pozabi me" / Forget Me Not                                                               | Gil Bettman               | Richard Christian Matheson & Thomas Szollosi                    | 17. december 1982    |
| |                |                                                                                              |                           |                                                                 |                      |
| 14. | 14.            | ""Kamnita srca / Hearts of Stone                                                             | Jeffrey Hayden            | Robert Foster                                                   | 14. januar 1983      |
| |                |                                                                                              |                           |                                                                 |                      |
| 15. | 15.            | Give Me Liberty… or Give Me Death                                                            | Bernard L. Kowalski       | David Braff                                                     | 21. januar 1983      |
| |                |                                                                                              |                           |                                                                 |                      |
| 16. | 16.            | The Topaz Connection                                                                         | Alan Myerson Gil Betteman | Stephen Katz                                                    | 28. januar 1983      |
| |                |                                                                                              |                           |                                                                 |                      |
| 17. | 17.            | A Nice Indecent Little Town                                                                  | Gil Betteman              | Frank Telford                                                   | 18. februar 1983     |
| |                |                                                                                              |                           |                                                                 |                      |
| 18. | 18.            | Chariot of Gold                                                                              | Bernard L. Kowalski       | William Schmidt                                                 | 25. februar 1983     |
| |                |                                                                                              |                           |                                                                 |                      |
| 19. | 19.            | "Beli ptič" / White Bird                                                                     | Winrich Kolbe             | Virginia Aldridge                                               | 4. marec 1983        |
| |                |                                                                                              |                           |                                                                 |                      |
| 20. | 20.            | Knight Moves                                                                                 | Christian I. Nyby II      | William Schmidt                                                 | 11. marec 1983       |
| |                |                                                                                              |                           |                                                                 |                      |
| 21. | 21.            | Nobody Does it Better                                                                        | Harvey Laidman            | David Braff                                                     | 29. april 1983       |
| |                |                                                                                              |                           |                                                                 |                      |
| 22. | 22.            | Short Notice                                                                                 | Robert Foster             | Robert Foster                                                   | 6. maj 1982          |
| |                |                                                                                              |                           |                                                                 |                      |